# Shirkuh-e Chahardeh
Shirkuh-e Chahardeh (em persa: شيركوه چهارده, também romanizada como Shīrkūh-e Chahārdeh; também conhecida como ShirKooh, Shīrkūh, Shīr Kūh e Shirkukh) é uma aldeia do distrito rural de Chahardeh, situada no distrito central de Astaneh-ye Ashrafiyeh, na província de Gilan, no Irã. No censo de 2006, sua população era de 999, em 323 famílias.